# Goworowo (gemeente)

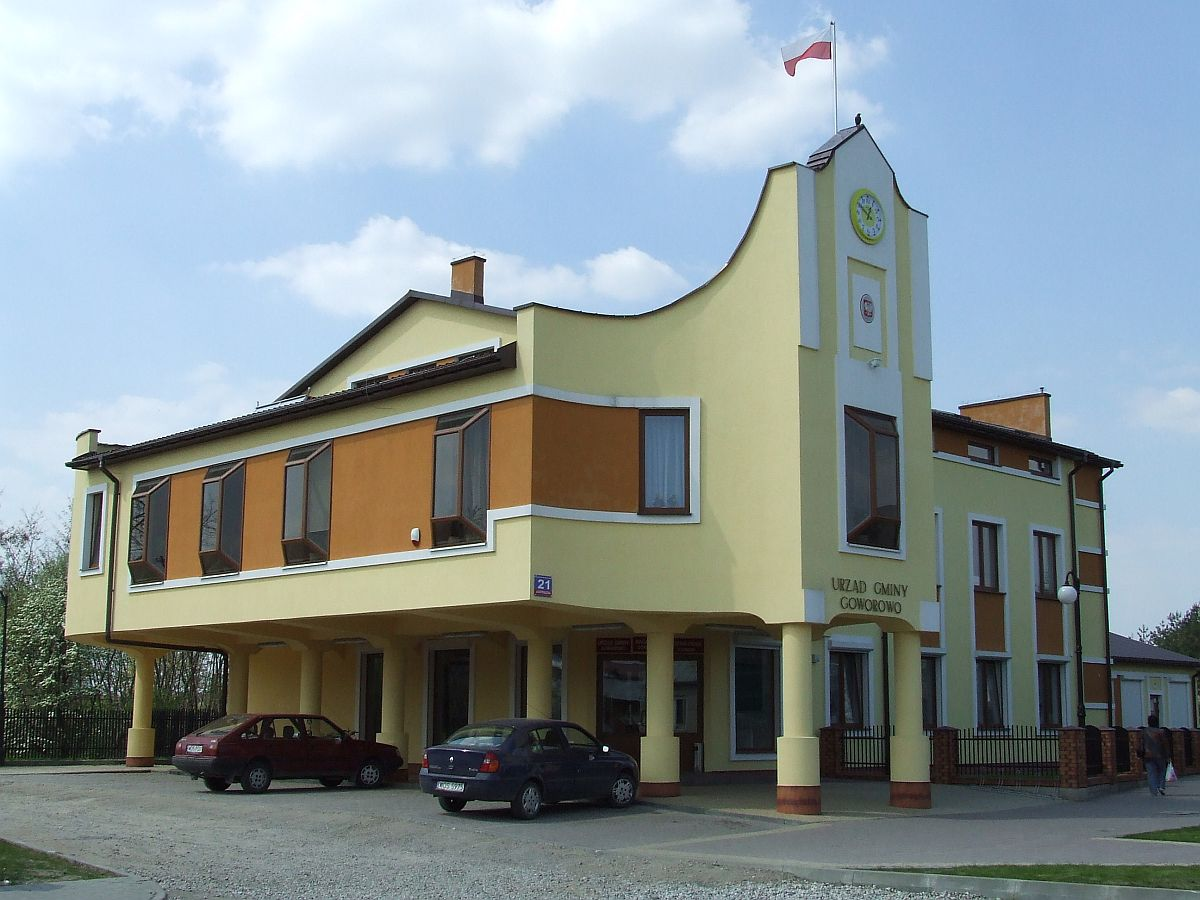
Dorpshal

De gemeente Goworowo is een landgemeente in het Poolse woiwodschap Mazovië, in powiat Ostrołęcki.
De zetel van de gemeente is in Goworowo.
Op 30 juni 2004 telde de gemeente 8767 inwoners.

## Oppervlakte gegevens
In 2002 bedroeg de totale oppervlakte van gemeente Goworowo 218,93 km², waarvan:
- agrarisch gebied: 63%
- bossen: 29%

De gemeente beslaat 10,43% van de totale oppervlakte van de powiat.

## Demografie
Stand op 30 juni 2004:
| Omschrijving                   | Totaal | Totaal | Vrouwen | Vrouwen | Mannen | Mannen |
| ------------------------------ | ------ | ------ | ------- | ------- | ------ | ------ |
| eenheid                        | aantal | %      | aantal  | %       | aantal | %      |
| inwoners                       | 8767   | 100    | 4253    | 48,5    | 4514   | 51,5   |
| bevolkingsdichtheid (inw./km²) | 40     | 40     | 19,4    | 19,4    | 20,6   | 20,6   |

In 2002 bedroeg het gemiddelde inkomen per inwoner 1431,42 zł.

## Administratieve plaatsen (sołectwo)
Brzeźno, Brzeźno-Kolonia, Borki, Cisk, Czarnowo, Czernie, Damięty, Daniłowo, Dzbądzek, Gierwaty, Goworowo, Goworówek, Góry, Grabowo, Grodzisk, Jawory-Podmaście, Stare Jawory, Jawory-Wielkopole, Jemieliste, Jurgi, Józefowo, Kaczka, Kobylin, Kruszewo, Kunin, Lipianka, Ludwinowo, Michałowo, Nogawki, Pasieki, Pokrzywnica, Pokrzywnica-Kolonia, Ponikiew Mała, Ponikiew Duża, Ponikiew Mała-Kolonia, Rębisze-Działy, Rębisze-Kolonia, Rębisze-Parcele, Struniawy, Szarłat, Szczawin, Wólka Brzezińska, Wólka Kunińska, Zaorze, Żabin

## Aangrenzende gemeenten
Czerwin, Długosiodło, Młynarze, Różan, Rzekuń, Rzewnie, Wąsewo